# Christa Lips
Christa Lips (Castricum, 20 oktober 1964) is een Nederlandse (stem)actrice, vertaalster, zangeres en violiste.
Lips studeerde af in zang (lichte muziek) aan het Hilversums Conservatorium, maar speelt daarnaast viool.
Zij was te zien in de voorstelling Scherzo van Mini & Maxi, bij de Dogtroep en in enkele andere voorstellingen. Van 2002 tot 2005 was ze verbonden aan het theatergezelschap Theater Terra. Zij speelde in de voorstellingen Kikker, de Musical en Kleine Ezel. Voor haar rol(len) in dit laatste stuk werd Lips in 2005 genomineerd voor de John Kraaijkamp Musical Award.
Lips verleent haar stem aan diverse animatiefilms en -series, waaronder de Nederlandse bewerking van Rugrats en aan Flip de Beer uit Koekeloere. Onder jong publiek is zij het bekendst om haar vertolking van Ash in de tekenfilmserie Pokémon, Parel en Karen van SpongeBob SquarePants, Snap in ChalkZone. Tevens verleende ze haar stem aan Luke Triton in Professor Layton en de Erfenis van de Azran en Professor Layton vs. Phoenix Wright: Ace Attorney.
Ook in My Little Pony: Vriendschap is betoverend sprak ze enkele stemmen in zoals die van Spike en Diamond Tiara en heeft zij de stemmen ingesproken van Hex, Cynder en Stealth Elf in Skylanders: Spyro's Adventure.
Zij is tevens vertaler van diverse Engelse, Duitse en Franse films en tekenfilms die nagesynchroniseerd werden. Enkele voorbeelden zijn de serie Kuifje, de bioscoopfilms Belle en het beest (live action, vertaald uit het Frans, uitgekomen in de Efteling, 2014), Yoko, en Kleine Nicolaas gaat op vakantie (2014), Mijn duivels goede vriendin (2018), Spaceboy (2021), de serie Deadly 60 (Dodelijkste 60), op Zapp, Inazuma 11 en Hotel 13 en is zij een van de vaste vertalers van Pokémon.

## Stemrollen
- Ratjetoe – Tommy
- Pokémon – Ash Ketchum
- SpongeBob SquarePants – Parel en Karen (seizoen 1-3 + (alleen Karen in) The SpongeBob SquarePants Movie)(2002-2004)
- Rupert – Bruintje Beer (seizoen 1-3)
- Cédric – Cédric
- My Little Pony: Vriendschap is betoverend – Diamond Tiara, Spike
- Koekeloere – Flip de Beer
- Dierendokter Tom – Lucy
- Sonic Boom – Miles "Tails" Prower
- PAW Patrol – Rocky
- ChalkZone – Snap
- What If...? – Sharon Carter
- Miraculous: Tales of Ladybug & Cat Noir – Duusu
- Robotboy – Robotboy
- Sonic Prime – Miles "Tails" Prower, Sails Tails